# Alabamocreagris pecki
Alabamocreagris pecki är en spindeldjursart som först beskrevs av William B. Muchmore 1969.  Alabamocreagris pecki ingår i släktet Alabamocreagris och familjen helplåtklokrypare. Inga underarter finns listade i Catalogue of Life.